# Fay Hallam
Fay Hallam (...) è una cantante britannica.

## Biografia
Fay Hallam iniziò la sua carriera musicale durante gli anni ottanta, quando entrò a far parte dei Makin' Time assieme a Martin Blunt, che di lì a poco fonderà i Charlatans. In seguito allo scioglimento dei Makin' Time, Hallam entrò nei Prime Movers, fondati sul finire del decennio, e comprendenti membri dei Prisoners. La cantante esordì da solista molti anni dopo con Lost in Sound (2012), a cui seguì Corona (2015). Entrambi gli album uscirono per la Blow Up. Durante la sua carriera, Hallam ha fondato i Fay Hallam Trinity e i Fay Hallam Group, e ha collaborato con Magnus Carlson nella sua Now That It's Over (2018). L'artista britannica fa oggi parte del supergruppo anglo-italiano Il senato, che pubblicò l'apprezzato Zibaldone (2020).

## Discografia

### Da solista
- 2012 – Lost in Sound (con The Bongolian)
- 2015 – Corona
- 2016 – House of Now
- 2019 – Propeller

### Nei gruppi

#### Con i Makin' Time
- 1985 – Rhythm and Soul
- 1986 – No Lumps of Fat or Gristle Guaranteed

#### Con i Prime Movers
- 1991 – Earth Church
- 1993 – Arc

#### Con i Phaze
- 2002 – Who Do We Think You Are
- 2003 – Tonewheel Generation

#### Con i Fay Hallam Trinity
- 2006 – Realm
- 2009 – 1975

#### Con i Speakeasy
- 2012 – Speakeasy

#### Con i Catenary Wires
- 2019 – Til the Morning

#### Con Il senato
- 2020 – Zibaldone